# Mazurka's, opus 30 (Chopin)
De Mazurka's, opus 30 zijn vier mazurka's die door de Poolse componist Frédéric Chopin werden gecomponeerd. Hoewel de individuele nummering van 18 tot 21 loopt, worden ze binnen het opusnummer doorgaans genummerd van 1 tot 4. Ze werden geschreven in 1836-1837 en gepubliceerd in 1837.

## Mazurka nr. 1 in c-mineur
De eerste mazurka is geschreven in c-mineur en eerder kort van lengte. De melodie is ingetogen en beheerst, met een ritmiek die zo goed als niet antimetrisch is. Occasioneel komen er gepunteerde figuren voor, doch het grillige gevoel van de mazurka wordt hoofdzakelijk opgewekt door de vele voorslagen.

## Mazurka nr. 2 in b-mineur
Bij de tweede mazurka, in b-mineur, bestaat het eerste thema uit een vierdelig motief met een antimetrisch karakter. Het wordt gevolgd door een chromatisch opgaande notenreeks, die herhaald wordt. Vervolgens treedt een kort intermezzo met walskarakter naar voor, waarna de chromatische notenreeksen herhaald worden.

## Mazurka nr. 3 in Des-majeur
De derde mazurka is geschreven in Des-majeur en start met een krachtig thema met een resolute ritmiek, waarvan de baspartij compleet uit antimetrische figuren bestaat. Het tussenthema bestaat uit opgaande sequenzen in antimetische ritmiek. Het hoofdthema wordt nadien herhaald.

## Mazurka nr. 4 in cis-mineur
De laatste mazurka van dit werk, gecomponeerd in cis-mineur, kent een thema met overbonden noten, gepunteerde figuren en arpeggio's in de baspartij, waarbij een mysterieuze doch levendige sfeer wordt opgewekt. Dit thema sluit af met een aantal complexe voorslagen in de vorm van opgaande arpeggio's. Nadien wordt het thema geparafraseerd met een complexere ritmiek in de baspartij. Een motief met geoctaveerde gepunteerde figuren zorgt voor een krachtig intermezzo. Het originele thema wordt uiteindelijk hernomen.